# Mercy (Ohio Express)
Mercy è un album del gruppo musicale statunitense Ohio Express, pubblicato nel 1970.

## Tracce
1. Mercy
2. Lucky
3. Sha La La
4. Nighttime
5. Peanuts
6. Up Against The Wall
7. Sweeter Than Sugar
8. Jacksonville Station
9. Ooh La La
10. Come On Down Maryann
11. Gimme Gimme